# Lourdes Quisumbing
Lourdes Quisumbing (Compostela, 13 februari 1921 - Cebu City, 14 oktober 2017) was een Filipijns onderwijsbestuurder en Minister van Onderwijs, Cultuur en Sport in het kabinet van Corazon Aquino van 1986 tot 1989.

## Biografie
Lourdes Quisumbing werd geboren op 13 februari 1921 in Compostela in de Filipijnse provincie Cebu. Ze behaalde in 1941 een Bachelor-diploma Pedagodiek aan St. Theresa's College. In 1956 voltooide ze haar Master-opleiding aan de University of San Carlos en in 1963 haar Ph.D. aan de University of Santo Tomas. 
Na het behalen van haar Bachelor-diploma gaf ze in de jaren '40 jarenlang les, voor ze pas jaren later weer verder studeerde. Vanaf 1960 tot 1966 was Quisumbing hoofd van de afdeling Educatie van het St. Theresa’s College (STC). Tevens was ze in die jaren studieadviseur. In 1966 werd ze aangesteld als decaan van STC. Weer later was ze decaan van de Graduate School of Education van De La Salle University in Manilla en daarna acht jaar lang president van Maryknoll College (tegenwoordig: Miriam College) in Quezon City. Ze doceerde ook aan de University of Santo Tomas, de University of the Visayas en het Cebu Institute of Technology.
Na de val van president Ferdinand Marcos in 1986 besloot opvolger Corazon Aquino om meer vrouwen in haar kabinet op te nemen. Op advies Cecilia Muñoz-Palma benoemde ze vervolgens Quisumbing als Minister van Onderwijs, Cultuur en Sport. Ze werd daarmee de eerste vrouwelijk Filipijns minister van Onderwijs. Gedurende haar termijn werd het gratis openbaar onderwijs uitbreid. Ook werd het percentage van de begroting voor onderwijs op het totaal van de Filipijnse overheidsuitgaven vergroot. In december 1989 nam ze ontslag na een couppoging tegen de regering-Aquino.
In 1990 werd ze benoemd tot secretaris-generaal van de National Commission of the Philippines (UNACOM) van UNESCO, met de rang van Filipijns ambassadeur. Deze positie bekleedde Quisumbing acht jaar lang tot haar pensionering in februari 1998. Tevens schreef ze diverse boeken, waaronder haar autobiografie An Instant Is This Life.
Quisumbing overleed in 2017 op 96-jarige leeftijd. Ze was getrouwd met Carlos C. Quisumbing sr. en samen kregen ze 9 kinderen.